# Flachgehendes Minensuchboot
Das Flachgehende Minensuchboot (FM) war ein Bauserientyp von Minensuchbooten der Kaiserlichen Marine im Ersten Weltkrieg. Nach Kriegsende wurden die meisten Boote dieses Typs ausgemustert, verkauft oder verschrottet. Eine Anzahl diente nach 1918 in den Marinen anderer Länder.

## Entwicklung, Bau und technische Daten
Der seit März 1917 erklärte uneingeschränkte U-Boot-Krieg des Deutschen Reiches führte zu britischen Gegenmaßnahmen, die in einer verstärkten Verminung der Auslaufwege in der Deutschen Bucht bestanden. Für die Räumung dieser Minensperren benötigte die deutsche Marine schnell zusätzliche – und geringen Tiefgang aufweisende – Minensuchboote, um die flachstehenden Minen zu räumen.
Der marineeigene Amtsentwurf lag bereits im gleichen Jahr vor und die Schiffsklasse wurde nach ihrer Besonderheit als „Flachgehende Minensuchboote“ (FM-Boote) bezeichnet. Es war eine verkleinerte Version der bisherigen Minensuchboote und ihre Größe umfasste nur etwa 40 Prozent der bisherigen Minensucher. Besonderheit war der geringe Tiefgang. Es sollte nach einfachen Handelsschiffnormen gebaut und bei kleineren Werften produziert werden, die noch Kapazitäten für Marineaufträge frei hatten. 1918 legte die Marine einen angepassten Entwurf mit geringfügig größeren Abmessungen vor, der ab dem Boot FM 37 umgesetzt wurde. Abweichende Angaben dieses Entwurfs sind in Klammern aufgeführt.
Im Entwurf von 1917 hatten die Boote eine Länge von 43,00 Metern (45,50 Meter), eine Breite von 6,00 und einen Tiefgang von 1,68 Metern (1,71 Meter). Die Konstruktionsverdrängung betrug 170 Tonnen (185 Tonnen), die maximale 193 Tonnen (205 Tonnen). Als Maschine waren zwei stehende Dreizylinder-Expansionsmaschinen mit 600 PS (750 PS), die auf zwei Schrauben wirkten. Damit erzielte das Boot 14,0 Knoten (14,3 Knoten) und hatte eine Reichweite von 650 (640) Seemeilen bei 32 Tonnen (35 Tonnen) Kohle. Zur Besatzung zählten 35 Mann. Als Bewaffnung war ein 88-mm-Geschütz installiert.
Die Marine bestellte ab Juni 1917 insgesamt 66 dieser Boote bei 21 Werften: Frerichs & Co. (FM 5, FM 6, FM 7, FM 23, FM 24), Janssen & Schmilinsky (FM 51, FM 52, FM 53), J. W. Klawitter (FM 63, FM 64), Schiffswerft von Henry Koch (FM 45, FM 46, FM 47), D. W. Kremer Sohn (FM 54, FM 55), Lübecker Maschinenbau Gesellschaft (FM 30, FM 31) Jos. L. Meyer (FM 17, FM 18, FM 48, FM 49, FM 50), Nobiskrug-Werft (FM 29, FM 60, FM 61), Nordseewerke (FM 33, FM 34), Nüscke & Co. (FM 65, FM 66), Oderwerke (FM 36), Rickmers Reismühlen & Schiffbau-A.G. (FM 42, FM 43, FM 44), Gebrüder Sachsenberg (FM 11, FM 12, FM 32), G. Seebeck (FM 1, FM 2, FM 21, FM 22), H. C. Stülcken Sohn (FM 8, FM 9, FM 10), Joh. C. Tecklenborg (FM 3, FM 4, FM 19, FM 20), Thormählen (FM 62), Union-Gießerei (FM 13, FM 14, FM 35), Schiffbau-Gesellschaft Unterweser (FM 25, FM 26, FM 37, FM 38, FM 39, FM 40, FM 41), Dresdener Maschinen-Fabrik & Schiffswerft Übigau (FM 15, FM 16, FM 58, FM 59) und Caesar Wollheim (FM 27, FM 28, FM 56, FM 57).

## Verwendung
Die Überlieferung zu den FM-Booten ist zu den meisten Booten sehr lückenhaft, so dass zu vielen Booten genaue Angaben fehlen. Vor Kriegsende lieferten die Werften mindestens 14 Boote an die Marine ab, alle stammten aus der ersten Serie (Entwurf 1917).
Nach Auslieferung der Boote setzte die Marine sie allerdings nicht mehr zum Minensuchen ein: Die britische Royal Navy hatte inzwischen ihre Taktik geändert und legte die Minen außerhalb der Reichweite der neuen Boote. Die Kaiserliche Marine ordnete die FM-Boote daher zunächst den U-Bootschulen zu.
Nach den ersten Einsätzen der FM-Boote wurde schnell klar, dass sie die an sie gestellten Erwartungen nicht erfüllten: Die Boote waren von ihrer Konstruktion her wenig seefähig, die Schiffskörper waren aus wenig widerstandsfähigen Material gebaut und es wurden immer wieder Mängel festgestellt. Gleichzeitig konnten der Typ Minensuchboot 16 so nachgerüstet werden, dass die Notwendigkeit für die FM-Boote entfiel. Daher wurden noch vor Kriegsende vom Bau aller 66 Boote abgesehen und Aufträge für 19 Boote storniert bzw. diese abgebrochen. Bis 1919 wurden insgesamt 47 Boote fertiggestellt.
Nach den Friedensverhandlungen verblieben die Boote FM 5, FM 6, FM 20, FM 22, FM 25, FM 26 und FM 36 bei der Reichsmarine. Die Boote FM 2, FM 27, FM 28 und FM 31 wurden an die polnische, FM 16 und FM 23 an die albanische Marine, FM 19 an die portugiesische und FM 24 an die persische Marine verkauft. Die weiteren Boote gingen an zivile Eigner im Inland und Ausland und wurden meistens zu Binnenschiffen, Hafenfähren oder Passagierschiffen umgebaut. Die übrigen Boote wurden abgewrackt. FM 21 wurde von 1920 bis ca. 1930 als Peilboot III eingesetzt. 1933 wurde es als SA-Marineboot in Bremerhaven überholt und als schwimmende Vernehmungs- und Folterstätte (sog. Gespensterschiff)
bis etwa 1939 verwendet. Das Boot soll 1944 abgewrackt worden sein. In einem Prozess wurden 1948 mehrere Verantwortliche verurteilt.
Nach Beginn des Zweiten Weltkrieges sind von den 47 gebauten Booten noch 12 nachweisbar. Vier davon wurden wieder zur Marine eingezogen, alle in die Kriegsmarine: FM 1 wurde Navigationsschulschiff und zeitweise Räumbootbegleitschiff, FM 5 wurde 1941 in Griechenland als Passagierschiff beschlagnahmt und als Vorpostenboot 10 V 1 sowie als Transporter genutzt. FM 13 kaufte die Kriegsmarine 1941 in Rumänien, wo es als Binnenschiff verwendet wurde, und baute es zum Minenleger bzw. U-Boot-Jäger UJ 116 Xanten um, während FM 55 im Jahr 1940 in Belgien beschlagnahmt worden war und in der Marine als Verkehrsdampfer diente.
Nach dem Zweiten Weltkrieg sind noch die letzten FM-Boote nachweisbar, bevor auch sie abgewrackt wurden. Alle waren zuletzt als Hafenfähren im Einsatz: FM 1 diente 1950 wieder unter dem alten Namen Siegfried, bis sie 1960 abgewrackt wurde, FM 25 war seit 1935 bis zum Abwracken 1954 in Triest im Einsatz und FM 29 war 1958 in Barreiro in Portugal vorhanden.